# Nyoma Rap
Nyoma Rap är en ort i Indien.   Den ligger i unionsterritoriet Ladakh, i den norra delen av landet, 500 km norr om huvudstaden New Delhi. Nyoma Rap ligger 4 205 meter över havet och antalet invånare är 1 356.
Terrängen runt Nyoma Rap är bergig österut, men västerut är den kuperad.  Trakten runt Nyoma Rap är nära nog obefolkad, med mindre än två invånare per kvadratkilometer. Trakten runt Nyoma Rap är ofruktbar med lite eller ingen växtlighet.